# Electriquette
Electriquette – dwuosobowy pojazd elektryczny będący prekursorem wózka inwalidzkiego z napędem akumulatorowym.
Wykorzystywał silnik elektryczny od General Electric i mógł pracować 8 godzin bez ładowania akumulatora. Rozwijał prędkość maksymalną 5.6 km/h i posiadał wsteczny bieg.
Początkowo wyprodukowano ponad 100 egzemplarzy pojazdu na potrzeby wystawy światowej Panama–Kalifornia w 1915 roku, następnie w wyniku jego popularyzacji pojawił się w wielu amerykańskich, nadmorskich kurortach, a w 1916 roku powstała jego szwajcarska wersja będąca wózkiem inwalidzkim dla niepełnosprawnych weteranów I wojny światowej.
Żaden z wyprodukowanych pojazdów nie zachował się do dziś.